# حور راجف
حور راجف أو حور رجراج أو هدر رجراج (الاسم العلمي:Populus tremula) هي نوع نباتي يتبع جنس الحور من الفصيلة الصفصافية.